# Massimo Russo
Massimo Russo (Venezia, 18 dicembre 1965) è un giornalista italiano.

## Biografia
Giornalista professionista, dal 1991 lavora per 10 anni nei quotidiani Finegil del Gruppo L'Espresso. Esperto di rete, tecnologia e innovazione, fu nel 1999 tra i fondatori di Kataweb.

Diviene per un biennio direttore del mensile Wired Italia (2013-2015).
Nel 2015 è stato l'ultimo giornalista a intervistare Gianroberto Casaleggio prima della sua scomparsa. Nel novembre dello stesso 2015 è nominato condirettore del quotidiano La Stampa con direttore Maurizio Molinari, e da luglio 2016 è il direttore generale della divisione digitale del Gruppo Editoriale L'Espresso. 
Dal 2014 al 2018 ha fatto parte della commissione parlamentare per la stesura di una Carta dei diritti di Internet.
Con la nascita del gruppo editoriale GEDI assume la carica di direttore digitale della nuova società Gedi Digital. 
Con GediDigital e 42º Parallelo tra 2017 e 2018 coproduce, tra gli altri, i docufilm: “Es17, Dio non manderà nessuno a salvarci” sulla storia del capo della paranza dei bambini di Napoli Emanuele Sibillo, di Conchita Sannino e Diana Ligorio, da un’idea di Roberto Saviano; “Nove giorni al Cairo”, di Carlo Bonini e Giuliano Foschini, sul rapimento, la tortura e l’uccisione di Giulio Regeni; “Un unico destino - Tre padri e il naufragio che ha cambiato la nostra storia” di Fabrizio Gatti, andati in onda sulle reti Sky e Rai.
Nel dicembre 2018 passa alla Hearst Corporation come direttore digitale per i Paesi dell'Europa occidentale.
Dal marzo 2021 è direttore di Esquire Italia. 
Da luglio del 2021 assume anche la carica di direttore responsabile di Elle, Marie Claire, Cosmopolitan. 
A luglio del 2024, lasciata progressivamente la direzione delle altre testate di Hearst, è nominato direttore di Harper's Bazaar e direttore editoriale (Chief content officer) di Hearst Italia.   

## Pubblicazioni
- Prima di Venezia, Achab, 1997 (co-autore)[15]
- Eretici digitali, Apogeo, 2009 - coautore Vittorio Zambardino (versione digitalizzata)
- Attacco ai pirati. L'affondamento di Hacking Team: tutti i segreti del datagate italiano, 2015 (co-autore)[16]
- Il Design al tempo di internet e delle stampanti 3D. In Il libro dell'anno 2015, Treccani, Istituto Enciclopedia Italiana[17]
- Statosauri - Guida alla democrazia nell'era delle piattaforme, 2021[18]